# Антонио де Салиба
Антонио де Салиба, или Антонелло де Салиба или Ресалиба (итал. Antonio de Saliba, Antonello de Saliba, Resaliba; ок. 1466, Мессина — 1535, Мессина) — итальянский живописец эпохи Возрождения южно-италийской школы, в основном работавший на Сицилии и в Калабрии.

## Биография
Антонелло де Салиба родился около 1466 года и был сыном Джованни Ресалибы, скульптора и резчика по дереву, возможно мальтийского происхождения, который был женат на сестре художника Антонелло да Мессины (её имя неясно, возможно, Орланда). В 1480 году Антонио де Салиба был отдан на четыре года в ученики своему двоюродному брату Якобелло да Мессине, с которым он, вероятно, отправился в Венецию, где оставался до середины 1490-х годов и в течение неизвестного периода времени, вместе со своим братом Пьетро де Салиба, вероятно, работал помощником в мастерской знаменитого Джованни Беллини. После этого Антонио вернулся в Мессину, где открыл собственную мастерскую по производству живописных алтарей, расписных Распятий и выполнения прочих заказов восточно-сицилийских, калабрийских и мальтийских покровителей. Сохранившиеся картины, а также расшифрованные и опубликованные документы показывают, что мастерская Антонио де Салибы действовала с 1497 по 1534 год.
Картины художника можно найти в Венето, Восточной Сицилии, на Мальте, в Калабрии и вокруг них, а также в важных коллекциях крупных музеев, таких как Метрополитен-музей в Нью-Йорке, Галерея Академии в Венеции, Музее Виктории и Альберта в Лондоне.

## Галерея
- Мадонна, поклоняющаяся Младенцу Христу. Дерево, темпера. Музей Жакмар-Андре, Париж
- Мадонна с Младенцем и ангелами. 1517. Дерево, темпера. Церковь Санта-Мария-ди-Джезу, Рабат, Мальта
- Портрет человека в красном берете и с книгой. 1480-е. Дерево, масло. Государственный музей изобразительных искусств имени А. С. Пушкина, Москва
- Святой Себастьян у колонны. Между 1475 и 1500. Дерево, масло. Штеделевский художественный институт, Франкфурт-на-Майне
- Оплакивание Христа. Между 1466 и 1535. Дерево, масло. Старая Пинакотека, Мюнхен